# La Victoria de Chacabuco Airport
La Victoria de Chacabuco Airport är en flygplats i Chile.   Den ligger i provinsen Provincia de Chacabuco och regionen Región Metropolitana de Santiago, i den södra delen av landet, 50 km norr om huvudstaden Santiago de Chile. La Victoria de Chacabuco Airport ligger 659 meter över havet.
Terrängen runt La Victoria de Chacabuco Airport är kuperad åt nordost, men åt sydväst är den platt. Runt La Victoria de Chacabuco Airport är det ganska tätbefolkat, med 90 invånare per kvadratkilometer.. 
Omgivningarna runt La Victoria de Chacabuco Airport är i huvudsak ett öppet busklandskap.